# Vrhe, Slovenj Gradec
Vrhe este o localitate din comuna Slovenj Gradec, Slovenia, cu o populație de 295 de locuitori.